# Diplocephalus mystacinus
Diplocephalus mystacinus is een spinnensoort in de taxonomische indeling van de hangmatspinnen (Linyphiidae).
Het dier behoort tot het geslacht Diplocephalus. De wetenschappelijke naam van de soort werd voor het eerst geldig gepubliceerd in 1884 door Eugène Simon.